# Дінствайлер
Дінствайлер (нім. Dienstweiler) — громада в Німеччині, розташована в землі Рейнланд-Пфальц. Входить до складу району Біркенфельд. Складова частина об'єднання громад Біркенфельд.
Площа — 6,69 км2. Населення становить 327 ос. (станом на 31 грудня 2020).